# ألفاه أغسطس إيتون
ألفاه أغسطس إيتون (بالإنجليزية: Alvah Augustus Eaton)‏ هو عالم نبات أمريكي، ولد في 1865 في Seabrook, New Hampshire ‏ في الولايات المتحدة، وتوفي في 1908 في North Easton station (MBTA) ‏ في الولايات المتحدة.